# Hijiri Onaga
Hijiri Onaga (japanisch 翁長 聖 Onaga Hijiri; * 23. Februar 1995 in der Präfektur Hyōgo) ist ein japanischer Fußballspieler.

## Karriere
Onaga erlernte das Fußballspielen in der Schulmannschaft der Teikyo Daisan High School und der Universitätsmannschaft der Chūō-Universität. Seinen ersten Vertrag unterschrieb er 2017 bei V-Varen Nagasaki. Der Verein spielte in der zweithöchsten Liga des Landes, der J2 League. 2017 wurde er mit dem Verein Vizemeister der zweiten Liga und stieg in die J1 League auf. Am Ende der Saison 2018 stieg der Verein wieder in die zweite Liga ab. Für den Verein absolvierte er 96 Ligaspiele. 2020 wechselte er zum Ligakonkurrenten Omiya Ardija. Für den Verein aus Saitama stand er 60-mal in der zweiten Liga auf dem Spielfeld. Im Januar 2022 unterschrieb er in Machida einen Vertrag beim Zweitligisten FC Machida Zelvia. Am Ende der Saison 2023 feierte er mit Machida die Zweitligameisterschaft sowie den Aufstieg in die erste Liga. Nach insgesamt 81 Ligaspielen für Machida wechselte er im Januar 2024 zum Ligakonkurrenten Tokyo Verdy.

## Erfolge
FC Machida Zelvia
- Japanischer Zweitligameister: 2023  ▲